# Look Who’s Talking
A Look Who's Talking című dal Dr. Alban nigériai származású svéd producer  3. stúdióalbumának első kislemeze, mely 1994 februárjában jelent meg. A dal több slágerlistára is felkerült. Többek között az angol, a  francia, és európai slágerlistákra.

## Tracklista
CD kislemez
1. "Look Who's Talking!" (short) – 3:13
2. "Look Who's Talking!" (long) – 5:22

CD maxi
1. "Look Who's Talking!" (short) – 3:13
2. "Look Who's Talking!" (long) – 5:22
3. "Look Who's Talking!" (stone's club mix) – 7:14
4. "Look Who's Talking!" (stone's eurodub) – 6:16

CD maxi – Remix
1. "Look Who's Talking!" (lucky version) – 5:50
2. "Look Who's Talking!" (lucky edit) – 3:29
3. "Look Who's Talking!" (attitude version) – 10:40
4. "Look Who's Talking!" (rascal instrumental) – 6:52

## Slágerlista
| Slágerlista(1993-1994)                              | Legmagasabb helyezések |
| --------------------------------------------------- | ---------------------- |
| Ausztria (Ö3 Austria Top 40)                        | 3                      |
| Belgium (VRT Top 30 Flanders)                       | 4                      |
| Dánia (IFPI)                                        | 1                      |
| Finnország (Suomen virallinen lista)                | 1                      |
| Franciaország (SNEP)                                | 17                     |
| Németország(Media Control Charts)                   | 3                      |
| Írország(IRMA)                                      | 17                     |
| Olaszország(FIMI)                                   | 13                     |
| Hollandia(Dutch Top 40)                             | 4                      |
| Norvégia(VG-lista)                                  | 4                      |
| Spanyolország(AFYVE)                                | 2                      |
| Svédország(Sverigetopplistan)                       | 2                      |
| Svájc(Schweizer Hitparade)                          | 6                      |
| Egyesült Királyság (The Official Charts Company)    | 55                     |
| U.S. Billboard Hot Dance Club Play                  | 11                     |
| U.S. Billboard Hot Dance Music/Maxi-kislemez eladás | 50                     |

| Év végi összesítés (1994)    | Helyezés |
| ---------------------------- | -------- |
| Ausztria (Ö3 Austria Top 40) | 17       |
| Hollandia(Dutch Top 40)      | 27       |
| Svájc(Schweizer Hitparade)   | 29       |

## Külső hivatkozások
- A dal videóklipje[13]
- A dal szövege[14]